# Mohammed Rabii (calciatore)
Mohammed Rabii (in arabo محمد رب‎?; 29 settembre 2001) è un calciatore marocchino, difensore dell'Al-Jazira.

## Palmarès

### Club

#### Competizioni nazionali
- Campionato emiratino: 1

Al-Jazira: 2020-2021
- Supercoppa degli Emirati Arabi Uniti: 1

Al-Jazira: 2021
- UAE League Cup: 1

Al-Jazira: 2024-2025